# Paul Everton
Pour les articles homonymes, voir Everton.
Paul Everton, né le 19 septembre 1868 à New York (État de New York) et mort le 26 février 1948 à Los Angeles (quartier de Woodland Hills, Californie), est un acteur américain.

## Biographie

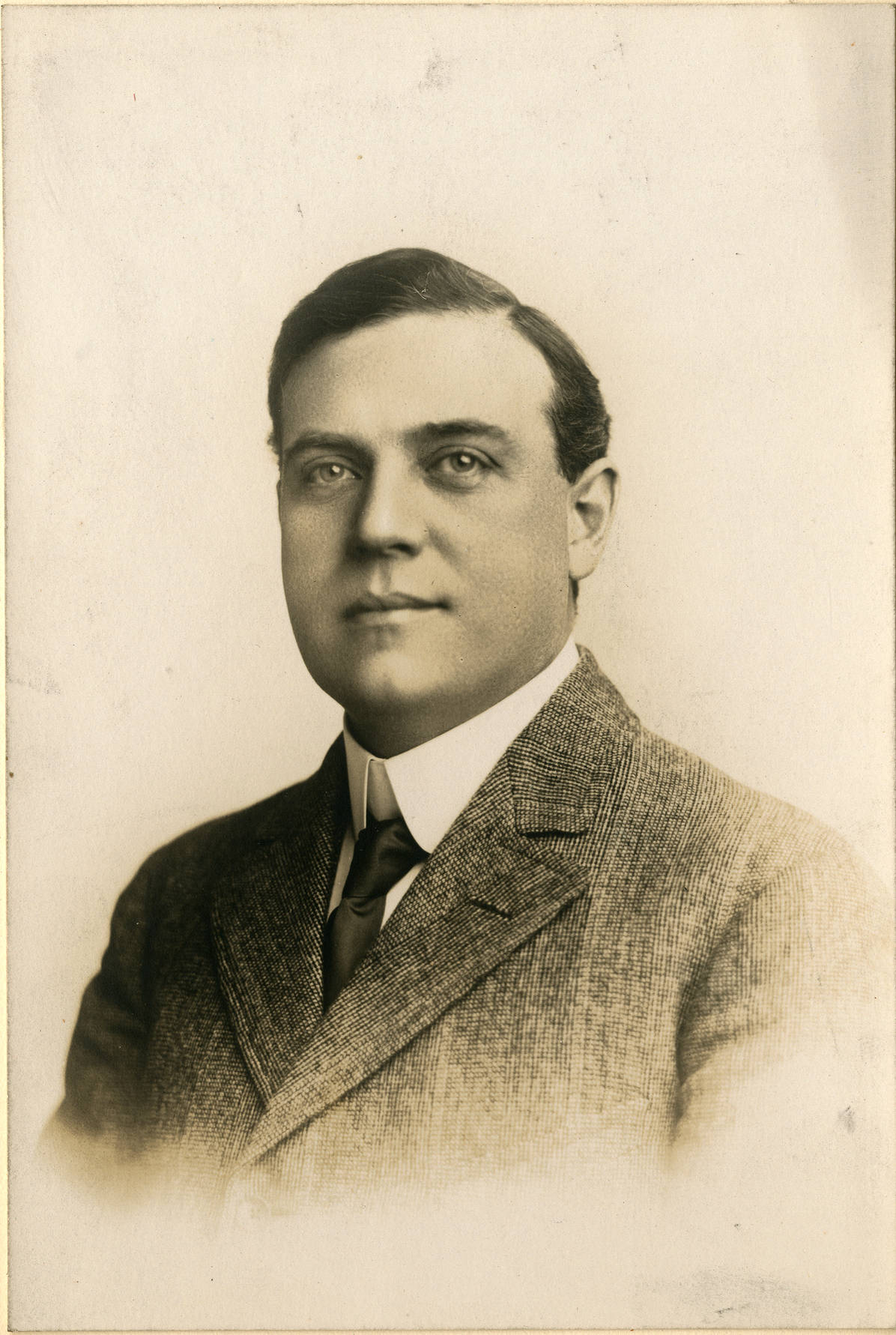
Photographié en 1911

Très actif au théâtre, Paul Everton joue notamment dans sa ville natale à Broadway, où il contribue à vingt-sept pièces entre 1899 et 1934, dont Kick In de Willard Mack (1914-1915, avec John Barrymore), The Varying Shore de Zoe Akins (1921-1922, avec Elsie Ferguson) et La Reine Théodora de Jo Milward et J. Kerby Hawkes (1934, avec Tom Fadden et Rex Ingram, lui-même interprétant Belisarius).
S'ajoutent une revue (The Vanderbilt Revue en 1930) et quatre comédies musicales, dont Kid Boots (en) d'Harry Tierney (1923-1925, avec Eddie Cantor et Mary Eaton), A Connecticut Yankee (en) de Richard Rodgers (1927-1928, avec William Gaxton et Nana Bryant, lui-même personnifiant le roi Arthur) et Anything Goes de Cole Porter (1934-1935, avec Ethel Merman et William Gaxton), sa dernière prestation à Broadway.
Au cinéma, il apparaît durant la période du muet dans vingt-quatre films américains, les deux premiers sortis en 1915, le dernier étant Détresse de D. W. Griffith (1925, avec Carol Dempster et W. C. Fields). Entretemps, citons Le Rachat du passé de George D. Baker (1921, avec Norman Kerry et Zena Keefe).
Puis, durant la période du parlant, Paul Everton tient des seconds rôles (souvent de juge) dans soixante-et-un autres films américains sortis entre 1931 et 1948 (année de sa mort, à 79 ans). Mentionnnons La ville gronde de Mervyn LeRoy (1937, avec Claude Rains et Gloria Dickson), Madame et son clochard de Norman Z. McLeod (1938, avec Constance Bennett et Brian Aherne) et Péché mortel de John M. Stahl (1945, avec Gene Tierney et Cornel Wilde).

## Théâtre à Broadway (intégrale)
(pièces, sauf mention contraire)

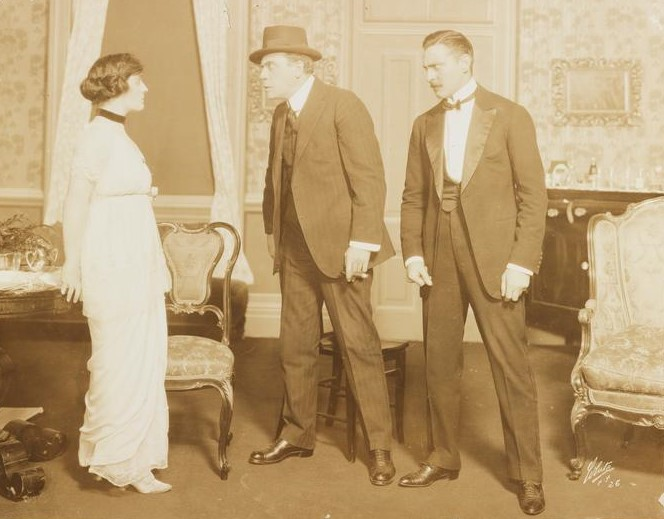
De g. à d. : Jane Grey, Paul Everton et John Barrymore, dans Kick In (1914, Broadway)

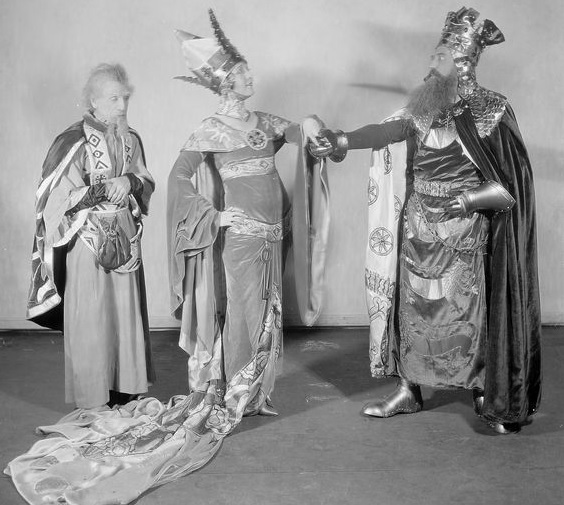
De g. à d. : William Morris (Merlin), Nana Bryant (la fée Morgane) et Paul Everton (le roi Arthur),
dans A Connecticut Yankee (1927, Broadway)

- 1899 : A Romance of Athlone d'Augustus Pitou Sr. : le major Martin Manning (rôle repris en 1901)
- 1901 : Garrett O'Magh d'Augustus Pitou Sr. : Rufus Hardy
- 1904 : Zapfenstreich (Taps) de Franz Adam Beyerlein, adaptation de Charles Swickard
- 1906 : Lucky Miss Dean de Sidney Bowkett
- 1912 : A Rich Man's Son de (produite et mise en scène par) James Forbes
- 1914 : The Dragon's Claw d'Austin Strong
- 1914-1915 : Kick In de Willard Mack : « Whip » Fogarty[1]
- 1915 : Le Trésor du faucon (My Lady's Garter) de Lee Morrison, adaptation du roman éponyme de Jacques Futrelle
- 1916 : Macbeth de William Shakespeare
- 1916 : The Silent Witness d'Otto Harbach
- 1919 : Five O'Clock de Frank Bacon et Freeman Tilden : Dr Gould
- 1919-1920 : The Sign on the Door de Channing Pollock : l'inspecteur Treffy
- 1921 : The Man in the Making de James W. Elliott : J. Z. Carswell
- 1921-1922 : The Varying Shore de Zoe Akins : Garreth Treadway
- 1922 : The Drums of Jeopardy d'Howard Herrick et Harold MacGrath : Boris Karlov
- 1922-1923 : Why Men Leave Home d'Avery Hopwood : Sam
- 1923 : Peter Weston de Frank Mitchell Dazey et Leighton Osmun, mise en scène de Frank Keenan : William Harris
- 1923-1925 : Kid Boots (en)[2], comédie musicale, musique d'Harry Tierney, paroles de Joseph McCarthy, livret de William Anthony McGuire et Otto Harbach, production de Florenz Ziegfeld : Herbert Pendleton
- 1927 : Lucky, comédie musicale, musique de Jerome Kern (orchestrée par Robert Russell Bennett), paroles et livret d'Otto Harbach, mise en scène d'Hassard Short : Barlow
- 1927-1928 : A Connecticut Yankee (en), comédie musicale, musique de Richard Rodgers, paroles de Lorenz Hart, livret d'Herbert Fields, d'après le roman Un Yankee à la cour du roi Arthur (A Connecticut Yankee in King Arthur's Court) de Mark Twain, chorégraphie de Busby Berkeley : le roi Arthur[3]
- 1930 : The Vanderbilt Revue, musique et paroles de Dorothy Fields, Yip Harburg et autres, sketches de Kenyon Nicholson et autres : rôles divers
- 1931 : Docteur X (Doctor X) d'Howard Warren Comstock et Allen C. Miller : Dr Xavier[4] (remplacement)
- 1932 : The Inside Story de George Bryant et Francis M. Verdi : le capitaine Dan Engle
- 1932 : Hired Husband d'August L. Stern : Andrew Starr
- 1934 : La Reine Théodora (Theodora, the Queen) de Jo Milward et J. Kerby Hawkes : Belisarius
- 1934 : Broadway Interlude d'Achmed Abdullah et William Almon Wolff : Julius Beck
- 1934-1935 : Anything Goes, comédie musicale, musique et paroles de Cole Porter (orchestrations de Robert Russell Bennett et Hans Spialek), livret original de Guy Bolton et Pelham Grenville Wodehouse (adapté par Howard Lindsay et Russel Crouse), mise en scène d'Howard Lindsay, chorégraphie de Robert Alton : Elisah J. Whitney[5]

## Filmographie partielle

### Période du muet (1915-1925)

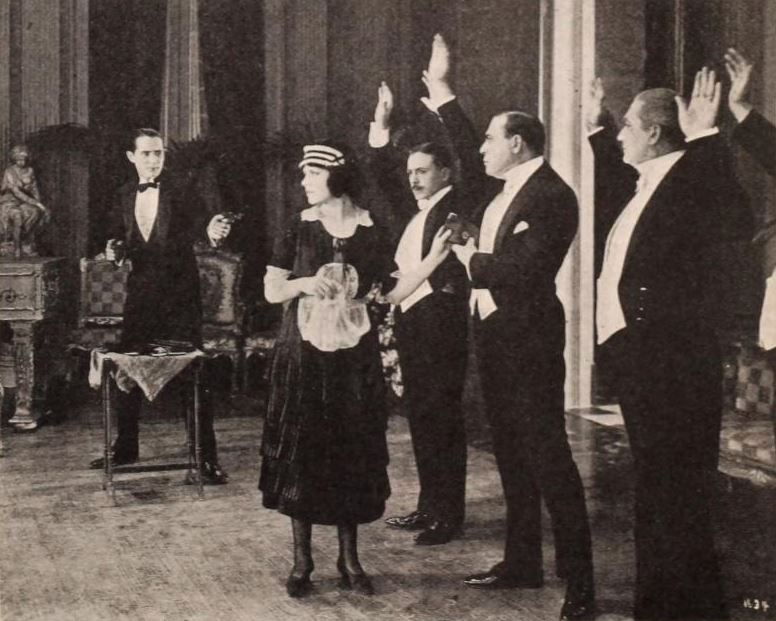
De g. à d. : Norman Kerry, Zena Keefe, inconnu,
Paul Everton et William H. Tooker, dans Le Rachat du passé (1921)

- 1915 : The Romance of Elaine de George B. Seitz (serial) : petit rôle non crédité
- 1916 : The Quitter (en) de Charles Horan : W. E. Willet
- 1917 : The Debt (en) de Paul Powell : John Slater
- 1917 : The Last of the Carnabys (en) de William Parke : Charles Etheridge
- 1918 : The Eagle's Eye (en) de George Lessey, Theodore Wharton et autres (serial) : le capitaine Franz von Papen
- 1918 : Friend Husband (en) de Clarence G. Badger : Henry Morton
- 1920 : From Now On de Raoul Walsh : Bokky Sharvan
- 1921 : The Silver Lining de Roland West : le détective
- 1921 : La Cité du silence (en) (The City of Silent Men) de Tom Forman : le vieux Bill
- 1921 : Le Rachat du passé (Proxius) de George D. Baker : John Stover
- 1921 : Prophète en son pays (en) (The Conquest of Canaan) de Roy William Neill : « Happy » Farley
- 1921 : Les Aventures du Capitaine Barclay (en) (Cappy Ricks) de Tom Forman : le capitaine Kendall
- 1923 : The Little Red Schoolhouse (en) de John G. Adolfi : le détective
- 1925 : Détresse (That Royle Girl) de D. W. Griffith : George Baretta

### Période du parlant (1931-1948)

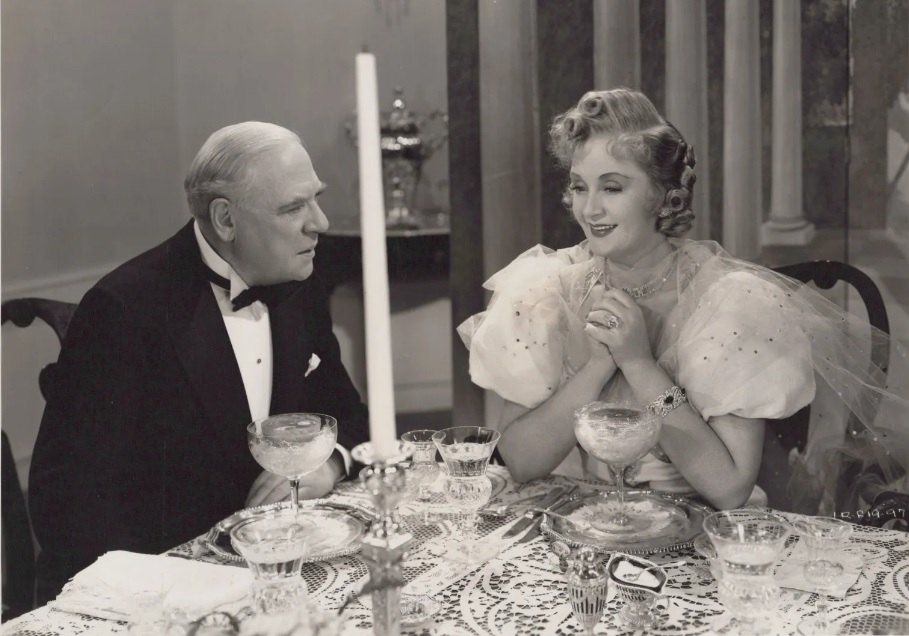
Paul Everton et Billie Burke, dans Madame et son clochard (1938)

- 1936 : L'Extravagant Mr. Deeds (Mr. Deeds Goes to Town) de Frank Capra : un fermier
- 1937 : La ville gronde (They Won't Forget) de Mervyn LeRoy : le gouverneur Thomas Mountford
- 1937 : La Vie d'Émile Zola (The Life of Emile Zola) de William Dieterle : l'assistant du chef d'état-major
- 1937 : Le Grand Garrick ou Une galante aventure (The Great Garrick) de James Whale : M. Dulac
- 1938 : Prison Break d'Arthur Lubin : le juge
- 1938 : Madame et son clochard (Merrily We Live) de Norman Z. McLeod : le sénateur William « Willie » Harlan
- 1938 : Deux Camarades (Orphans of the Street') de John H. Auer : le juge
- 1938 : Miss Manton est folle (The Mad Miss Manton) de Leigh Jason : le rédacteur en chef du journal
- 1938 : Fantômes en croisière (Topper Takes a Trip) de Norman Z. McLeod : l'avocat de la défense
- 1939 : Maisie d'Edwin L. Marin : le juge
- 1939 : Pacific Express (Union Pacific) de Cecil B. DeMille : le révérend Todd
- 1941 : L'Homme de la rue (Meet John Doe) de Frank Capra : un partisan du parti républicain
- 1941 : Borrowed Hero (en) de Lewis D. Collins : le juge
- 1941 : Les Oubliés (Blossoms of the Dust) de Mervyn LeRoy : un sénateur du Texas
- 1941 : Lydia de Julien Duvivier : un invité de Sarah
- 1942 : Cinquième Colonne (Saboteur) d'Alfred Hitchcock : un invité de la fête
- 1944 : Le Président Wilson (Wilson) d'Henry King : le juge Westcott
- 1945 : Péché mortel (Leave Her to Heaven) de John M. Stahl : le juge
- 1946 : Le Fil du rasoir (The Razor's Edge) d'Edmund Goulding : un banquier